# Пагна
Пагна (тадж. Пағна) — посёлок (кишлак) в Пенджикентском районе Согдийской области Таджикистана. Располагается в долине реки Кштут на северном склоне Зеравшанского хребта. высоте около 1600 м. Расстояние от центра района примерно 50 км. В 4 км к северо-востоку от кишлака находится крупное селение Панджруд.
Административно входит в состав джамоата Вору.